# عبدالرحیم جیزاوی
عبدالرحیم جیزاوی (انگلیسی: Abdulrahim Jaizawi؛ زادهٔ ۳۱ اوت ۱۹۸۹) یک ورزشکار اهل عربستان سعودی است.
از باشگاه‌هایی که در آن بازی کرده‌است می‌توان به باشگاه فوتبال الاتحاد، و باشگاه فوتبال الاهلی عربستان سعودی، باشگاه فوتبال النصر عربستان سعودی، باشگاه فوتبال النصر عربستان سعودی، باشگاه فوتبال الاتحاد، و باشگاه فوتبال الاهلی عربستان سعودی اشاره کرد.
وی همچنین در تیم‌های ملی فوتبال Saudi Arabia U-20 Saudi Arabia U-23 بازی کرده است.